# Flughafen Nagoya

i7
i11
i13
Der Flughafen Nagoya (japanisch 名古屋飛行場 Nagoya Hikōjō, IATA-Code: NKM, ICAO-Code: RJNA) ist ein Flughafen auf dem Gemeindegebiet von Toyoyama, Komaki, Kasugai und Nagoya in der Präfektur Aichi, Japan. Vor der Eröffnung des Central Japan International Airport war er von großer Bedeutung für die Region Nagoya. Er wird von der Präfektur Aichi betrieben.
Hauptnutzer des Flughafens sind die japanischen Selbstverteidigungsstreitkräfte.

## Geschichte
- 1944: Eröffnung als Militärflugplatz Komaki
- 1952: Aufnahme des Passagierverkehrs
- 1958: Ausbau der Landebahn auf 2.740 Meter
- 1960: Namensänderung in Flughafen Nagoya
- 1966: Aufnahme des internationalen Verkehrs
- 1983: Verlängerung der Landebahn auf 2.361 Meter
- 1986: Neubau des Terminalgebäudes
- 1999: Neubau des internationalen Terminals
- 2005, 16. Februar: Letzte Flüge, Verlagerung fast des gesamten Flugbetriebs zum neuen Centrair-Flughafen
- 2005, 17. Februar: Beginn des Betriebs als von der Präfektur betriebener Flughafen Nagoya
- 2008: Eröffnung des Einkaufszentrums "Airport Walk Nagoya" im Gebäude des ehemaligen internationalen Terminals

## Verkehrsanbindung
Der Flughafen kann mit Linienbussen vom Meitetsu-Bahnhof Nishiharu (in Kitanagoya) oder vom JR-Bahnhof Kachigawa (in Kasugai) erreicht werden. Zudem gibt es eine direkte Busverbindung vom Bahnhof Nagoya.
Es gab viele Jahre lang Pläne, den Flughafen mit einer kurzen Neubaustrecke zum Meitetsu-Bahnhof Ajiyoshi (in Kasugai) an das Meitetsu-Eisenbahnnetz (Komaki-Linie) anzuschließen, dies wurde jedoch nach der Eröffnung von Centrair 2005 aufgegeben.

## Zwischenfälle
- Am 19. November 1962 stürzte eine Vickers Viscount 828 der japanischen All Nippon Airways (Luftfahrzeugkennzeichen JA8202) auf einem Trainingsflug in Nagoya ab. Als ein Steilkreis mit niedriger Geschwindigkeit geflogen wurde, trudelte die Maschine zu Boden. Alle vier Besatzungsmitglieder wurden dabei getötet.[2]
- Am 26. April 1994 stürzte China Airlines Flug 140 neben der Landebahn ab, nachdem die Maschine bei einem Durchstartmanöver in einen unkontrollierten Steigflug übergegangen und in der Folge in einen Strömungsabriss geraten war. Das Unglück forderte 264 Todesopfer, sieben Passagiere überlebten den Absturz.

## Ziele
Ab Februar 2005 bediente J-Air, eine Tochter der Japan Airlines, mehrere Ziele in Japan (Obihiro (Hokkaido), Yamagata, Akita, Matsuyama, Nagasaki, Kitakyūshū), zog sich jedoch bis zum März 2011 komplett vom Flughafen Nagoya zurück, da die Muttergesellschaft JAL in finanziellen Schwierigkeiten steckte.
Heute ist Fuji Dream Airlines (FDA) die einzige Fluggesellschaft am Flughafen Nagoya, die im Oktober 2010 ihre erste Verbindung nach Fukuoka eröffnete. Seitdem hat FDA das Streckennetz ausgebaut, einige Relationen werden im Code-Sharing mit JAL angeboten.
- Aomori
- Hanamaki
- Yamagata
- Niigata
- Fukuoka
- Kumamoto
- Kōchi